# Халькантит

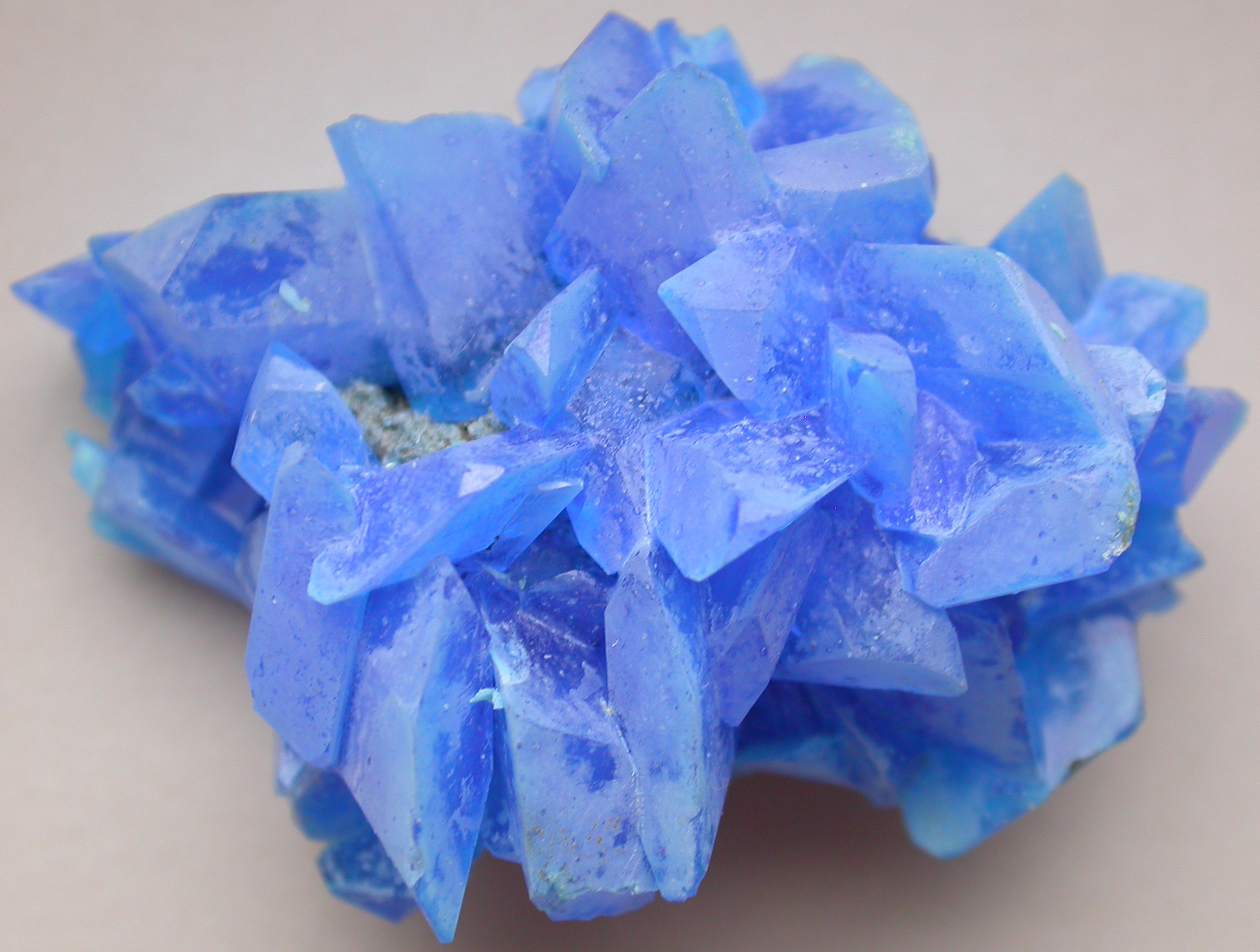
Кристал халькантиту

Халькантит або мідний купорос — мінерал класу сульфатів, п'ятиводний сульфат міді острівної будови. Другорядна мідна руда.
Назва — від грецьк «халькос» — мідь і «антос» — квітка (F.R. von Kobell, 1853).
Синоніми: камінь галіційський синій, мідний купорос, ціанозит.

## Загальний опис
Хімічна формула: Cu[SO4]•5H2O. Містить (%): CuO — 31,87; SO3 — 32,06; H2O — 36,07. Домішки Fe, Zn, Со, Mg.\ї
Сингонія мінералу триклінна. Пінакоїдальний вид. Кристалічна структура острівна з поодинокими тетраедрами [SO4]6-. Утворює короткопризматичні товстотаблитчасті кристали, частіше сталактитові брунькоподібні і зернисті та волокнисті аґреґати. Спайність незавершена. Густина 2,1-2,3. Тв. 3,0. Колір лазурово-синій, блакитний, зеленуватий. Блиск скляний. Прозорий до напівпрозорого. Злом раковистий. Крихкий. Легко розчинний в Н2О, на повітрі зневоднюється. Зустрічається тільки в посушливих районах. Походження гіпергенне, знайдений в зоні окиснення мідно-сульфідних родовищ. Супутні мінерали: халькопірит, мелантерит, пірит.
Хімічні властивості: Пентагідрат сульфату міді(II) CuSO4·5H2O (мідний купорос, синій купорос) являє собою кристалічну речовину яскраво-синього кольору; добре розчиняється у воді. Водні розчини CuSO4 при збільшенні концентрації змінюють забарвлення від блакитного до синього кольору. При зберіганні на повітрі CuSO4·5H2O частково зневоднюється і на поверхні утворюється тригідрат сульфату міді(II) CuSO4·3H2O — речовина синього кольору. Повністю пентагідрат переходить у тригідрат при температурі 105 °C. Вище за 150 °C утворюється моногідрат CuSO4·H2O і при подальшому нагріванні вище 258 °C моногідрат зневоднюється з утворенням CuSO4. Безводний сульфат міді є безбарвною, гігроскопічною, кристалічною речовиною; добре розчиняється у воді (20,5 г на 100 г води при 20 °C). При нагріванні вище за 650 °C сульфат міді(II) розкладається відповідно до рівняння реакції: CuSO4 = CuO + SO2↑ + 1/2O2↑.

## Різновиди
Розрізняють:
- халькантит залізистий, ферохалькантит (різновид халькантиту зі значним вмістом FeO), халькантит залізисто-мідний (зайва назва пізаніту),
- халькантит кобальтистий, кобальтхалькантит (гіпотетичний кобальтистий різновид халькантиту),
- халькантит магніїстий (різновид халькантиту, в якому Cu заміщується Mg, при повному заміщенні утворюється пентагідрит),
- халькантит манґанистий (штучний п'ятиводний сульфат манґану Mn[SO4]·5H2O),
- халькантит цинковисто-магніїстий (різновид халькантиту, в якому Cu заміщується Mg і Zn),
- халькантит цинковисто-мідний, цинккупрохалькантит (різновид халькантиту, що містить цинк — до 20 % ZnSO4).

## Поширення
Єдине промислове родовище Х. знаходиться в Чилі (Чукікамата). Інші локалізації: Гарц, Нижня Саксонія (ФРН), копальна Ріо-Тінто (Іспанія), копальня Кедабанська (Азербайджан).